# Ben Weisman

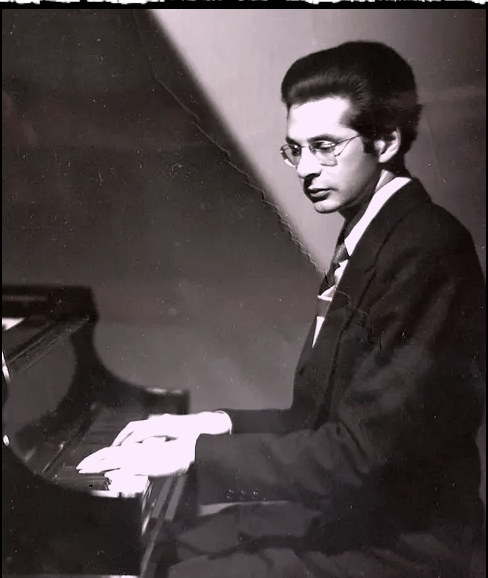
Composer Ben Weisman at the keyboard, Hollywood, CA.

Ben Weisman (Providence, Rhode Island, 16 de novembro de 1921 - Los Angeles, 20 de maio de 2007) foi um compositor americano. Compôs para vários artistas, entre eles, Elvis Presley, ("Follow That Dream", "Fame and Fortune", "Jailhouse Rock (canção de 1960)" e "Blue Hawaii (canção)", entre várias outras),  Barbra Streisand e Johnny Mathis.